# ITU World Championship Series 2025
Die ITU World Championship Series 2025 (auch World Triathlon Series, WTS) ist eine Triathlon-Rennserie mit Wettkämpfen über die olympische Distanz und die Sprintdistanz sowie als Staffelbewerb (Mixed Relay). Sie wird unter Obhut des internationalen Triathlon-Verbands World Triathlon (ITU) ausgetragen. Der Sieger und die Siegerin der Serienwertung werden als Triathlon-Weltmeister geehrt.

## Organisation
Diese Weltserie wird seit 2009 jährlich unter sportrechtlicher Obhut der ITU veranstaltet, von 1989 bis 2008 wurden die Weltmeister jeweils in einem einzelnen Wettkampf ermittelt.

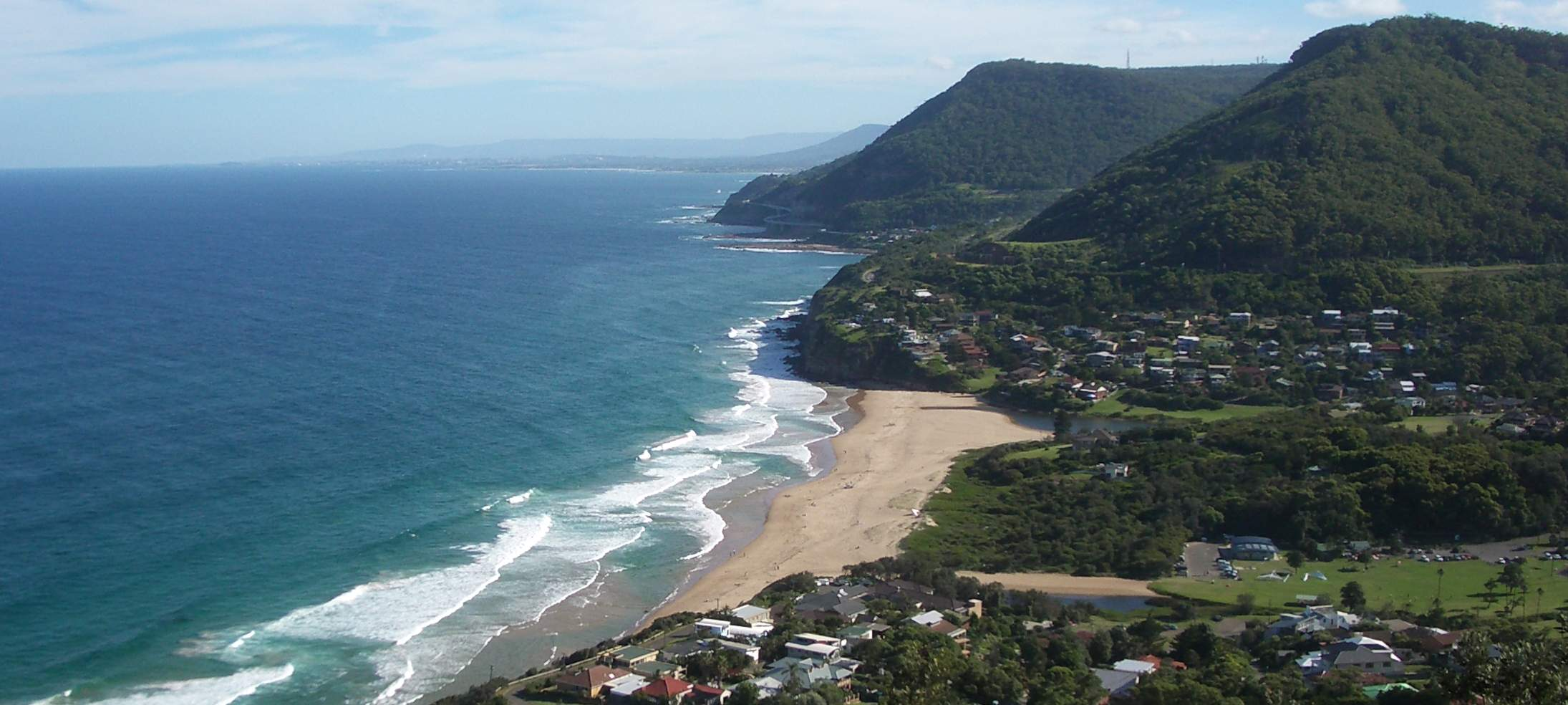
Stanwell Park mit der Sea Cliff Bridge und dem Hauptort Wollongong in der Ferne

Auf der olympischen Distanz bestehen die Wettkämpfe aus 1,5 km Schwimmen, 40 km Radfahren und 10 km Laufen, auf der Sprintdistanz aus 750 m Schwimmen, 20 km Radfahren und 5 km Laufen. Bei den Elite-Wettkämpfen ist das Drafting (Radfahren im Windschatten) generell freigegeben. Bei den im Rahmenprogramm veranstalteten Breitensport-Wettkämpfen besteht dagegen Drafting-Verbot, d. h. jeder Athlet hat zum vorausfahrenden Athleten auf der Radstrecke mindestens zwölf Meter Abstand einzuhalten.
In der Saison 2024 fanden fünf Rennen mit dem Finale im Oktober im spanischen Torremolinos (Grand Final, olympische Distanz) statt. Den WM-Titel auf der Kurzdistanz konnte sich im Oktober nach dem Grand Final in Spanien die 27-jährige Französin Cassandre Beaugrand mit drei Siegen in fünf Rennen sichern.
Der 26-jährige Brite Alex Yee entschied die Weltmeisterschaft der Männer mit dem dritten Rang im letzten Rennen nach Punkten in der Jahreswertung für sich.
Die Saison 2025 startete mit den Rennen über die Sprintdistanz am 15. und 16. Februar in Abu Dhabi. Es folgten dann die Rennen über die olympische Distanz Mitte Mai in Yokohama (Japan) und Ende Mai in Alghero (Italien).

### Qualifikation
Jeder nationale Dachverband kann pro Wettkampf der Serie bis zu sechs männliche und weibliche Athleten nominieren, der gastgebende Verband bis zu acht. Die Meldung hat spätestens 33 Tage vor dem Wettkampf an die ITU zu erfolgen.

Die ITU stellt anhand der Platzierung der gemeldeten Athleten auf der ITU Points List die Starterfelder von je 60 männlichen und weiblichen Athleten zusammen, zusätzlich können je fünf Einladungen ausgesprochen werden. In die ITU Points List gehen im Gegensatz zum World Championship Ranking auch weitere Wettkämpfe wie z. B. U23-Weltmeisterschaften, kontinentale Meisterschaften und Cup-Veranstaltungen und Studentenweltmeisterschaften ein.

### Grand Final
Nach dem Rennen am letzten Austragungsort der Saison (Grand Final) werden der Sieger und die Siegerin der Serienwertung als Triathlon-Weltmeister geehrt.
Im Oktober 2025 wird das Grand Final erstmals im australischen Wollongong ausgetragen.
Im Rahmen des Grand Final werden zudem jährlich die
1. Weltmeister Mixed Team Relay (gemischte Staffel: 300 m Schwimmen, 6,5 km Radfahren und 1,7 km Laufen), die
2. Weltmeister in der Kategorie U23 auf der olympischen Distanz (1,5 km Schwimmen, 40 km Radfahren und 10 km Laufen) sowie die
3. Weltmeister bei den Junioren (750 m Schwimmen, 20 km Radfahren und 5 km Laufen) bestimmt.

## Ergebnisse

### Elite – Männer
| Datum         | Ort        | Gold           | Zeit     | Silber         | Zeit     | Bronze           | Zeit     |
| 16. Feb. 2025 | Abu Dhabi  | Hayden Wilde   | 00:48:21 | Matthew Hauser | 00:48:23 | Vasco Vilaça     | 00:48:39 |
| 17. Mai 2025  | Yokohama   | Matthew Hauser | 01:41:07 | Vasco Vilaça   | 01:41:14 | Miguel Hidalgo   | 01:41:28 |
| 31. Mai 2025  | Alghero    | Miguel Hidalgo | 01:44:05 | Matthew Hauser | 01:44:33 | Léo Bergere      | 01:45:09 |
| 12. Juli 2025 | Hamburg    | Matthew Hauser | 00:50:07 | Vasco Vilaça   | 00:50:14 | Alessio Crociani | 00:50:36 |
| 14. Sep. 2025 | Karlsbad   |                |          |                |          |                  |          |
| 26. Sep. 2025 | Weihai     |                |          |                |          |                  |          |
| Okt. 2025     | Wollongong |                |          |                |          |                  |          |

### Elite – Frauen
| Datum         | Ort        | Gold                | Zeit     | Silber              | Zeit     | Bronze          | Zeit     |
| 15. Feb. 2025 | Abu Dhabi  | Lisa Tertsch        | 00:54:29 | Nina Eim            | 00:54:30 | Laura Lindemann | 00:54:31 |
| 17. Mai 2025  | Yokohama   | Jeanne Lehair       | 01:51:33 | Beth Potter         | 01:51:37 | Lisa Tertsch    | 01:51:39 |
| 31. Mai 2025  | Alghero    | Cassandre Beaugrand | 01:55:55 | Bianca Seregni      | 01:56:33 | Olivia Mathias  | 01:57:04 |
| 12. Juli 2025 | Hamburg    | Léonie Périault     | 00:56:25 | Cassandre Beaugrand | 00:56:29 | Beth Potter     | 00:56:32 |
| 14. Sep. 2025 | Karlsbad   |                     |          |                     |          |                 |          |
| 26. Sep. 2025 | Weihai     |                     |          |                     |          |                 |          |
| Okt. 2025     | Wollongong |                     |          |                     |          |                 |          |

### Mixed Relay
| Datum         | Ort       | Gold                                                        | Zeit     | Silber                                                               | Zeit     | Bronze                                                             | Zeit     |
| 16. Feb. 2025 | Abu Dhabi | Selina Klamt, Jan Diener, Tanja Neubert und Henry Graf      | 01:32:05 | Taylor Spivey, John Reed, Erika Ackerlund und Morgan Pearson         | 01:32:21 | Alice Betto, Nicola Azzano, Bianca Seregni und Euan De Nigro       | 01:32:24 |
| 13. Juli 2025 | Hamburg   | Sophie Linn, Luke Willian, Emma Jeffcoat und Matthew Hauser | 01:16:52 | Leonie Periault, Yanis Seguin, Cassandre Beaugrand und Dorian Coninx | 01:16:55 | Lisa Tertsch, Lasse Nygaard Priester, Tanja Neubert und Henry Graf | 01:16:59 |

### Gesamtwertung 2025

#### Männer
| Platz | Land | Athlet          | Punkte  |
| ----- | ---- | --------------- | ------- |
| 1     | AUS  | Matthew Hauser  | 2618.75 |
| 2     | BRA  | Miguel Hidalgo  | 2227.45 |
| 3     | POR  | Vasco Vilaça    | 1663.16 |
| 4     | FRA  | Léo Bergere     | 1647.08 |
| 5     | POR  | Ricardo Batista | 1558.48 |
| 6     | CAN  | Charles Paquet  | 1373.74 |
| 7     | AUS  | Luke Willian    | 1215.64 |
| 17    | AUT  | Tjebbe Kaindl   | 768.41  |
| 18    | NZL  | Hayden Wilde    | 750.00  |
| 21    | GER  | Henry Graf      | 593.59  |
| 22    | GER  | Valentin Wernz  | 563.08  |
| 23    | SUI  | Adrien Briffod  | 549.07  |
| 45    | AUT  | Alois Knabl     | 179.94  |

(Stand: 21. Juni 2025)

#### Frauen
| Platz | Land | Athletin               | Punkte  |
| ----- | ---- | ---------------------- | ------- |
| 1     | GER  | Lisa Tertsch           | 2282.82 |
| 2     | FRA  | Jeanne Lehair          | 2096.20 |
| 3     | MEX  | Rosa Maria Tapia Vidal | 1567.84 |
| 4     | GBR  | Beth Potter            | 1504.42 |
| 5     | FRA  | Leonie Periault        | 1429.94 |
| 6     | ITA  | Bianca Seregni         | 1419.97 |
| 7     | GER  | Tanja Neubert          | 1390.66 |
| 8     | AIN  | Diana Isakova          | 1366.42 |
| 9     | SWE  | Tilda Månsson          | 1260.51 |
| 10    | GER  | Annika Koch            | 1249.59 |
| 12    | FRA  | Cassandre Beaugrand    | 1000.00 |
| 18    | GER  | Laura Lindemann        | 784.13  |
| 20    | GER  | Nina Eim               | 693.75  |
| 22    | AUT  | Therese Feuersinger    | 675.70  |
| 35    | GER  | Franka Rust            | 215.44  |
| 38    | AUT  | Julia Hauser           | 184.34  |
| 40    | CHE  | Leana Bissig           | 174.63  |